# Ros an Mhíl
Ros an Mhíl (en anglès Rossaveal; Rossaveel) és una vila d'Irlanda, a la Gaeltacht de Conamara del comtat de Galway, a la província de Connacht. Del seu port surt el principal ferri a les Illes Aran a la badia de Galway. Es troba a 23 kilòmetres de Galway i el 83% de la població parla irlandès.
El seu nom en irlandès Ros an Mhíl vol dir "península de la balena o monstre de mar" i hi ha un centre del Coláiste Chamuis. S'hi arriba amb el Bus Éireann ruta 24 Arxivat 2012-10-25 a Wayback Machine. des de Galway.